# Габбасов, Радек Фатыхович
Радек Фатыхович Габбасов (24 июля 1934 — 4 июля 2020) — советский и российский учёный в области строительной механики, доктор технических наук (1989), профессор кафедры строительной и теоретической механики МГСУ, автор метода последовательных аппроксимаций для расчёта оболочек и плит под действием различного типа нагрузок.

## Биография
Родился 24 июля 1934 года.
Окончил Московский институт инженеров транспорта по специальности «Мосты и тоннели» (1958).
С 1960 года работал в МИСИ: аспирант, ассистент, старший преподаватель, доцент, с 1991 г. профессор кафедры строительной механики.
В 1989 году защитил докторскую диссертацию:
- Численное решение задач строительной механики с разрывными параметрами : диссертация … доктора технических наук : 02.02.03 / Моск. инж.-строит. ин-т им. В. В. Куйбышева. — Москва, 1989. — 343 с. : ил.

В 1992 году утверждён в звании профессора.
Умер 4 июля 2020 года.
Сын — Габбасов Айдар Радекович (08.03.1959), кандидат технических наук (1989), главный специалист-конструктор ООО «МагСтройИнвест».

## Научная деятельность
Автор метода последовательных аппроксимаций, который позволяет достаточно просто рассчитывать не только оболочки, но и плиты с разрывными параметрами под действием различного типа нагрузок, включая локальные, полосовые, динамические (1977—1978).

### Сочинения
- Габбасов Р. Ф. О разностных формах метода последовательных аппроксимаций. — В кн.: Численные методы решения задач строит.механики. — К.: Изд-во КИСИ, 1978, с. 73-126 с.
- Численный метод расчета составных стержней и пластин с абсолютно жесткими поперечными связями / Р. Ф. Габбасов, В. В. Филатов. — Москва : АСВ, 2014. — 200 с. : ил., табл.; 21 см; ISBN 978-5-4323-0020-1
- Численное построение разрывных решений задач строительной механики / Р. Ф. Габбасов, А. Р. Габбасов, В. В. Филатов. — Москва : Изд-во Ассоциации строительных вузов, 2008. — 277 с. : ил., табл.; 21 см; ISBN 978-5-93093-591-2